# Грациани, Бонифацио
Бонифацио Грациани (итал. Bonifazio Graziani; 1605, Марино — 15 июня 1664, Рим) — итальянский композитор.
С 1646 года — капельмейстер иезуитской церкви в Риме.
Плодовитый и в своё время очень популярный церковный композитор.
Часть произведений была издана после его смерти его братом. Многие произведения остались в рукописи.

## Сочинения
- 7 книг 2—6-гласных мотетов.
- 6 книг мотетов для 1 голоса-соло.
- Книга 5-гласных «Salmi concertati».
- 2 книги 4—6-гласных месс.
- Книга 2-хорных концертных псалмов повечерия.
- Книга 4-гласных респонзорий на Страстную неделю.
- Книга 3—8-гласных литаний.
- Книга 4—6-гласных «Salve» и др.
- Книга 2—4-гласных праздничных антифон.